# Helige Antonius den stores kyrka, Dzerzjinsk
Helige Antonius den stores kyrka (ryska: Храм Преподобного Антония Великого) är en rysk-ortodox kyrkobyggnad belägen i staden Dzerzjinsk i Nizjnij Novgorod oblast, i västra europeiska Ryssland.
Kyrkan är helgad åt Helige Antonius den store och tillhör Nizjnij Novgorods stift.

## Historia
År 2006 invigde ärkebiskop Georgij av Nizjnij Novgorod och Arzamas ett kors där kyrkan skulle stå. Kyrkan började att byggas i juni 2007. Huvudsponsor av byggandet var Valerij Artamonov. I april 2009 invigdes och lades altaret.
Den första påskgudstjänsten hölls den 4 april 2010 av präst Ilja Shitov, där ett 50-tal församlingsmedlemmar var.
Den 24 augusti samma år invigdes ett kors och kyrkan invigdes den 22 september. Kvällen före invigningen blev ikonostasen färdig.

## Kyrkan
Kyrkan är byggd i bysantinsk stil.